# Dominik Szoboszlai
Dominik Szoboszlai (n. 25 octombrie 2000, Székesfehérvár, Fejér, Ungaria) este un fotbalist maghiar, care joacă pe post de mijlocaș la Liverpool în Premier League. Pe plan internațional, are prezențe la națională pentru Ungaria U17⁠(d), Ungaria U19⁠(d), Ungaria U21 și Ungaria.

## Cariera de jucător
Szoboszlai și-a făcut debutul profesionist în sezonul 2017-2018 pentru echipa austriacă FC Liefering, echipa secundă a clubului Red Bull Salzburg, într-un meci împotriva lui Kapfenberger SV pe 21 iulie 2017. A marcat primul său gol profesionist împotriva lui FC Blau-Weiß Linz pe 4 august 2017.
În 2018, a trecut la RB Salzburg. Pe 17 septembrie 2019 și-a făcut debutul în Liga Campionilor și a marcat primul său gol în competiție împotriva lui Genk într-o victorie cu 6–2.
Pe 17 decembrie 2020, mijlocașul a fost cumpărat de RB Leipzig, echipă din același concern cu RB Salzburg. Alături de Leipzig, Szoboszlai a câștigat de două ori Cupa Germaniei.
La 2 iulie 2023, Szoboszlai a fost cumpărat de FC Liverpool și a semnat un contract până în iunie 2028, echipa engleză achitând clauza de reziliere a contractului, 70 de milioane de euro.

## Trofee obținute
Red Bull Salzburg
- Bundesliga Austriacă: 2017–18, 2018–19, 2019–20, 2020–21
- Cupa Austriei: 2018–19, 2019–20, 2020–21

RB Leipzig
- DFB-Pokal: 2021–22, 2022–23

Individual
- Echipa sezonului în 2.Bundesliga Austriacă: 2017–18
- Jucătorul sezonului în Austrian Bundesliga Austriacă: 2019–20
- Sportivul maghiar al anului: 2020
- Debutantul lunii în Bundesliga: August 2021, Octombrie 2021, Aprilie 2022